# Poisieux

Poisieux este o comună în departamentul Cher, Franța. În 1 ianuarie 2022 avea o populație de 217 de locuitori.